# Hydroclastie
L'hydroclastie est un processus de météorisation mécanique conduisant à la fragmentation des roches ou minéraux par des variations cycliques de teneur en eau lors de phases de dessiccation/humectation.
L’eau qui s’infiltre dans les fissures de la roche fait gonfler certains minéraux capables de l’absorber, telles les argiles. Le volume de ces minéraux va varier en fonction de l'hygrométrie entre les phases de forte absorption en saison des pluies (gonflement de 60 % pour la montmorillonite, par exemple) et de dessèchement en saison sèche. Les tensions internes liées à ces variations de volume vont entraîner la fragmentation en squames ou pellicules, de la roche tels les schistes. La polygonation des formations argileuses est une signature paysagère classique de l'hydroclastie dans les milieux secs.